# オーサ型ミサイル艇
| オーサ型ミサイル艇/205型大型ミサイル艇 | オーサ型ミサイル艇/205型大型ミサイル艇                                  |
| -------------------------------------- | ----------------------------------------------------------------------- |
|                                        |                                                                         |
| 艦型概観                               |                                                                         |
| 艦種                                   | ミサイル艇                                                              |
| 前型                                   | コマール型ミサイル艇 (183R型)                                           |
| 次型                                   | タランタル型コルベット (1241型)                                         |
| 建造数                                 | 約400隻                                                                 |
| 建造期間                               | 1950年代 - 1960年代                                                     |
| 運用期間                               | 1960年代 - 現在                                                         |
| 性能諸元                               |                                                                         |
| 排水量                                 | 標準172t、満載210t                                                      |
| 全長                                   | 37.5m                                                                   |
| 全幅                                   | 7.64m                                                                   |
| 喫水                                   | 3.8m                                                                    |
| 主機                                   | ディーゼル機関3基 出力12,500hp                                          |
| 速力                                   | 38.0kt                                                                  |
| 航続距離                               | 500浬/35kt                                                              |
| 乗員                                   | 26-28人                                                                 |
| 兵装                                   | AK-230 対空機関砲 2基 ストレラ2 対空ミサイル 16発 P-15 対艦ミサイル 4発 |

オーサ型ミサイル艇とは、1950年代にソビエト連邦で開発されたミサイル艇である。

## 概要
オーサ級（Osa class）というのはNATO側名称であり、ロシア語でスズメバチを意味する。ソ連側の艦型呼称は、205号計画型「モスキート」 (Проект 205 «Москит») である。
本型は、史上最多の建造数を記録したミサイル艇であった。ソ連海軍用と同盟国への輸出用として、各種改良型なども含めて約400隻以上が建造された。

## 構想
205型は、コマール型ミサイル艇（183R型）の改良型として計画された。183R型のようなミサイル艇は、駆逐艦エイラート号撃沈などの戦果に見られるように、小型・廉価の割に強力な攻撃力を有する効果的な戦闘艦艇と評されていた。しかし、183R型には以下のような欠点があった。
- 船殻が木製であり、耐久性が低い
- 航続力や居住性が低い
- ミサイル格納庫が波浪に対し脆い
- レーダー連動型の火器管制装置が欠けている
- 自衛用の防御兵装が、手動制御・光学照準式の25mm機関砲のみである
- 攻撃兵装は、2発のP-15テルミート艦対艦ミサイルであるが、改良型のP-15Msは搭載できなかった。レーダーの探知距離が不足しており、ミサイルの最大射程を生かしきれないのが原因である。
- 乗員数が11名に過ぎず、新型の設備を搭載すると人手不足になる。

これらの欠点が認識された結果、183R型は6隻1組で運用された。試算では、NATOの駆逐艦を撃沈するには対艦ミサイル2発の命中が必要とされていたが、生存性の低い183R型で攻撃を成功させるには、18隻を同時運用し、ミサイル12発以上の一斉発射に成功させる必要があると判断されていた。

## 計画
このような問題点の多い183R型を代替すべく、後継となる205型が計画された。205型には、以下のような改良が施された。
- 乗員数を30名前後に増加
- 耐久性向上のため、鋼鉄製の船殻を採用
- 軽量化のため、マグネシウム合金製の上部構造を採用
- 凌波性向上のため、乾舷を高めて、甲板を連続形状とする
- 核戦争での被爆時に、放射性汚染物の清掃を容易とすることを想定して、甲板の縁をなめらかにした。
- 推進効率向上のため、3基のディーゼル主機からの出力を1軸に纏めた。
- 前部機関室に主機2基と発電機1基、後部機関室に主機1基と発電機2基を分割隔離配置し、独立制御方式とすることで、ダメージコントロール能力を高めた。搭載したディーゼル機関は出力・耐久性・信頼性に優れており、40kt超の最高速力を出せた。また、無人制御式艦載機関砲であるAK-230を2基搭載し、対空火力を高めた
- 主兵装であるP-15艦対艦ミサイルは、波浪などから防護するため4つの格納庫に収納された。レーダー、ESM装置、敵味方識別装置、などはマストの頂上部に設置され、水平線に至るまでの全方位を探知可能であった。攻撃目標が水平線の向こう側にある場合でも、発信するレーダー波を逆探知すれば、攻撃が可能であった

これらの改良により、183R型に比べ生存率が50%向上したと評価された。また、12発のミサイル斉射には3隻で充分となった。故に、205型の敵駆逐艦撃沈保障隻数は6隻と試算された。つまり、205型6隻は183R型18隻に匹敵する戦力であり、かつ運用経費は後者より安上がり、ということになる。
205型は1950年代後半から1960年代前半にかけて、ソ連で400隻以上が建造された。中国では1960年代から90年代にかけて、021型ミサイル艇という名で100隻以上が建造された。

## 改良型

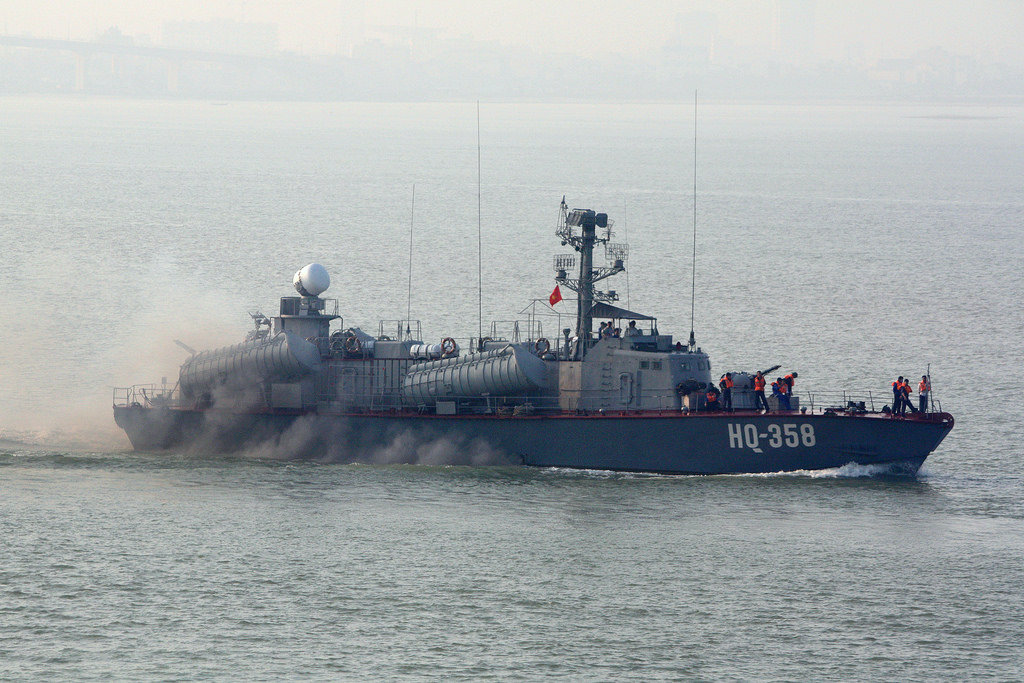
ベトナム人民海軍の205ER型（205U型の輸出型）ミサイル艇。ミサイルランチャーが円筒形に代わっているのが特徴。

205型の改良型である205U型（NATOコードネーム：オーサII型ミサイル艇）では、以下のような変更が加えられた。
- 防空能力向上のため、携行型対空ミサイル「9K32 ストレラ2」16発を装備
- 主兵装である艦対艦ミサイルを「P-20M」に変更。ミサイル格納庫の形状も、箱型から円筒型に変更
- 新型エンジンの搭載により、出力を強化

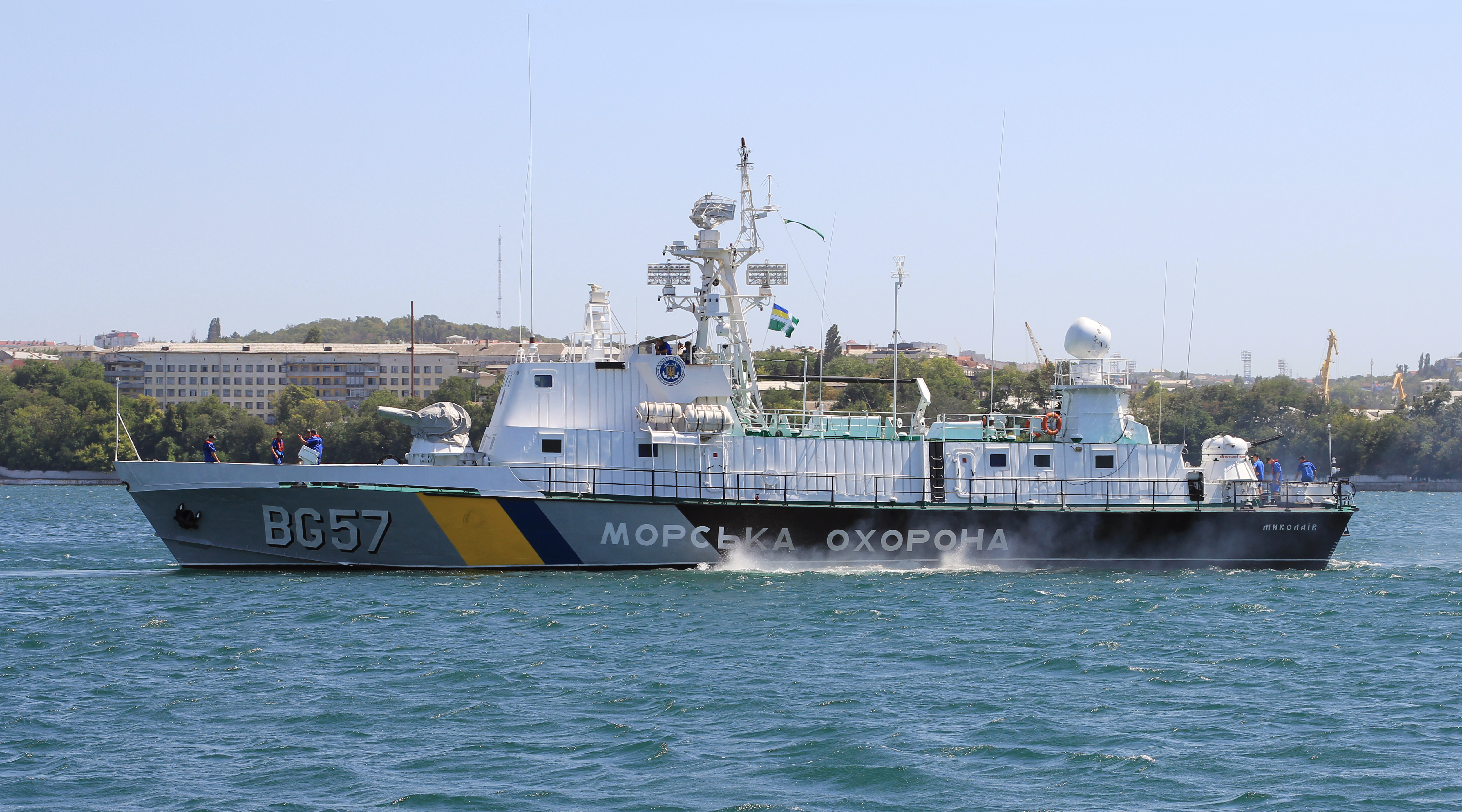
ウクライナ海上警備隊の205P型哨戒艇。

また、205型の派生型には、205P型哨戒艇が存在する。こちらはソ連国境軍向けに建造された哨戒艇で、NATOコードネームはステンカ型（Stenka-class）。205型からミサイルランチャーを撤去し、代わりに400mm対潜魚雷発射管と爆雷投下軌条を搭載しており、駆潜艇としての能力も持つ。ソ連崩壊後はロシア・ウクライナ・アゼルバイジャン・グルジア・トルクメニスタンが保有したほか、ソ連崩壊以前にカンボジアとキューバに輸出された。

## 戦歴
205型は主に、第三次中東戦争、第四次中東戦争、第三次印パ戦争などで使用された。
1971年の第三次印パ戦争中にインド海軍が実行したトライデント作戦では、パキスタン海軍の駆逐艦・巡視艇・港湾設備などに大打撃を与える戦果を上げた。しかし、1973年の第四次中東戦争中のラタキア沖海戦では、イスラエル海軍の効果的な電子対抗手段により、シリア海軍のミサイル艇隊は戦果を上げられないまま全滅させられた。さらに、イラン・イラク戦争では、主に航空機から発射されたAGM-65 マーベリックミサイルの攻撃により、多数の205型が撃沈され、イラク海軍は大打撃を被った。
205型とそのミサイルの性能では、高性能なECM装備を有する敵艦には無力であった。他に、防空能力の貧弱さや、自衛用の主砲が未装備であった点なども大きな欠点であった。
その後、1980年から1990年代にかけて、ロシア海軍では205型の退役が行われ、後継の1241型ミサイル艇へと置換されていった。

## 運用国
- 朝鮮民主主義人民共和国
- アルジェリア
- アンゴラ
- インド
- エジプト
- クロアチア
- エリトリア
- シリア
- バングラデシュ

- ベナン

- ラトビア
- モンテネグロ
- ポーランド
- ルーマニア
- ブルガリア
- キューバ
- フィンランド
- リビア
- ソマリア
- ベトナム
- イエメン

## 退役国
- ソビエト連邦
- 東ドイツ
- ユーゴスラビア
- ロシア連邦
- 中華人民共和国